# ITA Airways
ITA Airways — национальный авиаперевозчик Италии. Планируется, что авиакомпания станет владельцем многих активов бывшего итальянского авиаперевозчика Alitalia.
Авиакомпания выполняет рейсы по более чем 62 регулярным внутренним, европейским и нескольким межконтинентальным направлениям. ITA Airways является членом глобального авиационного альянса SkyTeam.

## История

### Предыстория
Флагманский авиаперевозчик Италии Alitalia работал с 1946 года. Он принадлежал итальянскому правительству до 2009 года, когда он стал частной компанией после реорганизации и слияния с обанкротившейся итальянской авиакомпанией Air One. Alitalia снова реорганизовалась в 2015 году после получения инвестиций от Etihad Airways, при этом Air France-KLM уже владела миноритарным пакетом акций. После нескольких неудачных попыток сделать авиакомпанию прибыльной, в 2017 году авиакомпания была передана под чрезвычайное управление, всего через несколько дней после того, как Etihad Airways прекратила поддержку Alitalia. 17 мая 2017 года, после того как правительство исключило возможность национализации авиакомпании, она была официально выставлена на продажу с аукциона.
После нескольких неудачных переговоров с Delta Air Lines, EasyJet, итальянской железнодорожной компанией Ferrovie dello Stato Italiane и China Eastern Airlines в марте 2020 года итальянское правительство стало владельцем авиакомпании. Поглощение государством отчасти основывалось на мнении, что авиакомпания не сможет самостоятельно пережить последствия пандемии COVID-19. 10 октября 2020 года правительство Италии подписало указ, разрешающий авиакомпании реорганизоваться в Italia Trasporto Aereo S.p.A.

### Становление авиакомпании
28 октября 2020 года сообщалось, что ITA должна была купить несколько активов у Alitalia — Società Aerea Italiana SpA, включая бренд и коды рейсов Alitalia и Alitalia CityLiner, код билета IATA (055), билет часто летающего пассажира MilleMiglia и слоты лондонского аэропорта Хитроу (68 еженедельных слотов летом и 65 зимой). Ожидалось, что сделка обойдется в 220 миллионов евро.
Однако, 8 января 2021 года Европейская комиссия направила постоянному представителю Италии в Европейском союзе письмо с призывом к Италии объявить «открытый, прозрачный, недискриминационный и безоговорочный тендер» на продажу активов Alitalia. Письмо состояло из 62 запросов о разъяснении, отвергающих идею о том, что прежний перевозчик мог продать свое имущество новой компании в частных переговорах. В письме говорилось, что ITA не должна сохранять бренд Alitalia, поскольку он является символическим показателем преемственности. Европейская комиссия предложила, чтобы объединённые предприятия авиации, наземного обслуживания и технического обслуживания продавались отдельно третьей стороне. Также предлагалось продать слоты, а программу MilleMiglia в целом нельзя было передать новому юридическому лицу.
26 августа 2021 года ITA официально открыла продажу билетов на своем недавно запущенном веб-сайте.
27 августа 2021 года ITA подала заявку на освобождение от налога и разрешение иностранного авиаперевозчика в Министерство транспорта США. В документе упоминалось о намерениях начать полеты в Нью-Йорк, Бостон и Майами в 2021 году, в Лос-Анджелес и Вашингтон в 2022 году, а также в Чикаго и Сан-Франциско в 2023 году. В том же документе говорилось, что до начала полётов, запланированных на 15 октября 2021 года, ITA приобретёт определённые активы у Alitalia — Società Aerea Italiana SpA, и эта ITA также будет участвовать в открытом тендере на приобретение бренда Alitalia.
30 сентября 2021 года ITA объявила, что авиакомпания будет работать с Airbus в качестве «стратегического партнера» с авиакомпанией, включая объявления о будущем флота ITA. Авиакомпания также объявила о подписании меморандума о взаимопонимании с Airbus на покупку 10 самолётов Airbus A330neo, 7 Airbus A220 и 11 самолётов Airbus A320neo; наряду с соглашением с Air Lease Corporation (ALC) о лизинге ещё 31 нового самолёта Airbus (включая аренду Airbus A350-900).
29 октября 2021 года ITA объявила об официальном присоединении к альянсу SkyTeam.
24 января 2022 года ITA объявила, что MSC Group и Lufthansa выразили заинтересованность в том, чтобы стать мажоритарными владельцами итальянской авиакомпании, при этом правительство Италии сохранило бы миноритарный пакет акций. 10 марта 2022 года другие члены SkyTeam, Delta Air Lines и группа Air France-KLM, также выразили заинтересованность в инвестициях в ITA, объединившись с инвестиционной фирмой Certares. Indigo Partners также проявили интерес, оставив в общей сложности три заинтересованные стороны. После того, как крайний срок истек 23 мая 2022 года, только MSC / Lufthansa и Air France-KLM / Certares подали заявки на ITA. По состоянию на 31 августа 2022 года итальянское правительство заявило, что отдаёт предпочтение предложению Air France-KLM/Certares, инициировав эксклюзивные переговоры с группой.
По итогам 2022 года авиакомпанией был зафиксирован убыток в 481 млн евро. В 2023 году авиакомпания получила 5 млн евро убытка.
За 2023 год доходы составили 2,4 млрд евро, показатель EBITDA являлся положительным, в 70 млн евро.
В 2023 году было перевезено 15 млн пассажиров.
В мае 2023 года было достигнуто соглашение с Lufthansa о покупке доли. Согласно сделке, Lufthansa получит 41 % акций компании в обмен на инвестиции в 325 млн евро. Сделка рассматривается антимонопольными органами ЕС. Еврокомиссия представила возражения по сделке, заявив, что это приведёт к монополии ITA на маршрутах, связывающих Италию с Центральной Европой, США, Канадой и Японией, увеличении цен и снижении качества обслуживания. По состоянию на март 2024 года единственным акционером компании оставалось правительство Италии.

## Код-шеринг
ITA Airways имеет код-шеринговые соглашения со следующими авиакомпаниями:
- airBaltic[5]
- Air Corsica
- Air Europa[6]
- Air France[7]
- Air Malta[8]
- Air Serbia[9]
- Bulgaria Air[10]
- Delta Air Lines[11]
- Etihad Airways[12]
- Kenya Airways[13]
- KLM[14]
- Luxair
- Neos
- Pegasus Airlines
- Qantas[15]
- Royal Air Maroc
- TAP Air Portugal[16]
- TAROM[10]

## Флот

### Текущий флот

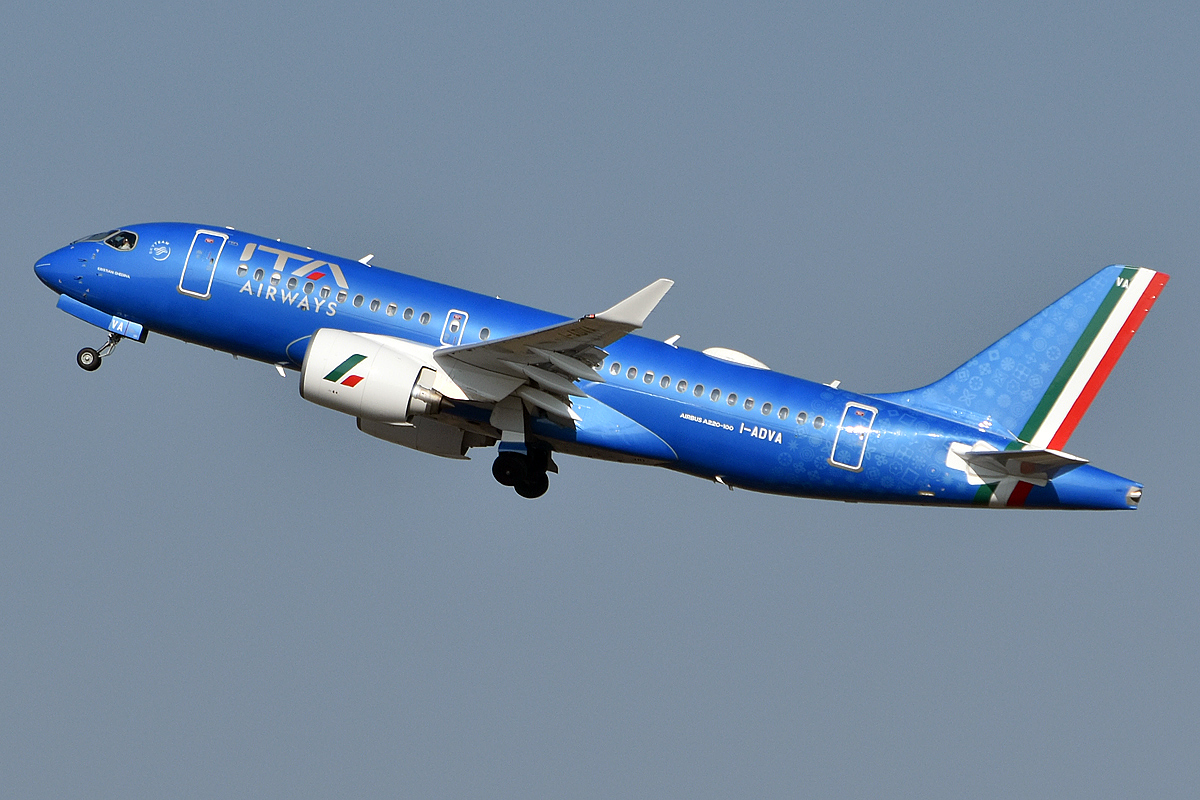
Airbus A220-100 авиакомпании ITA Airways

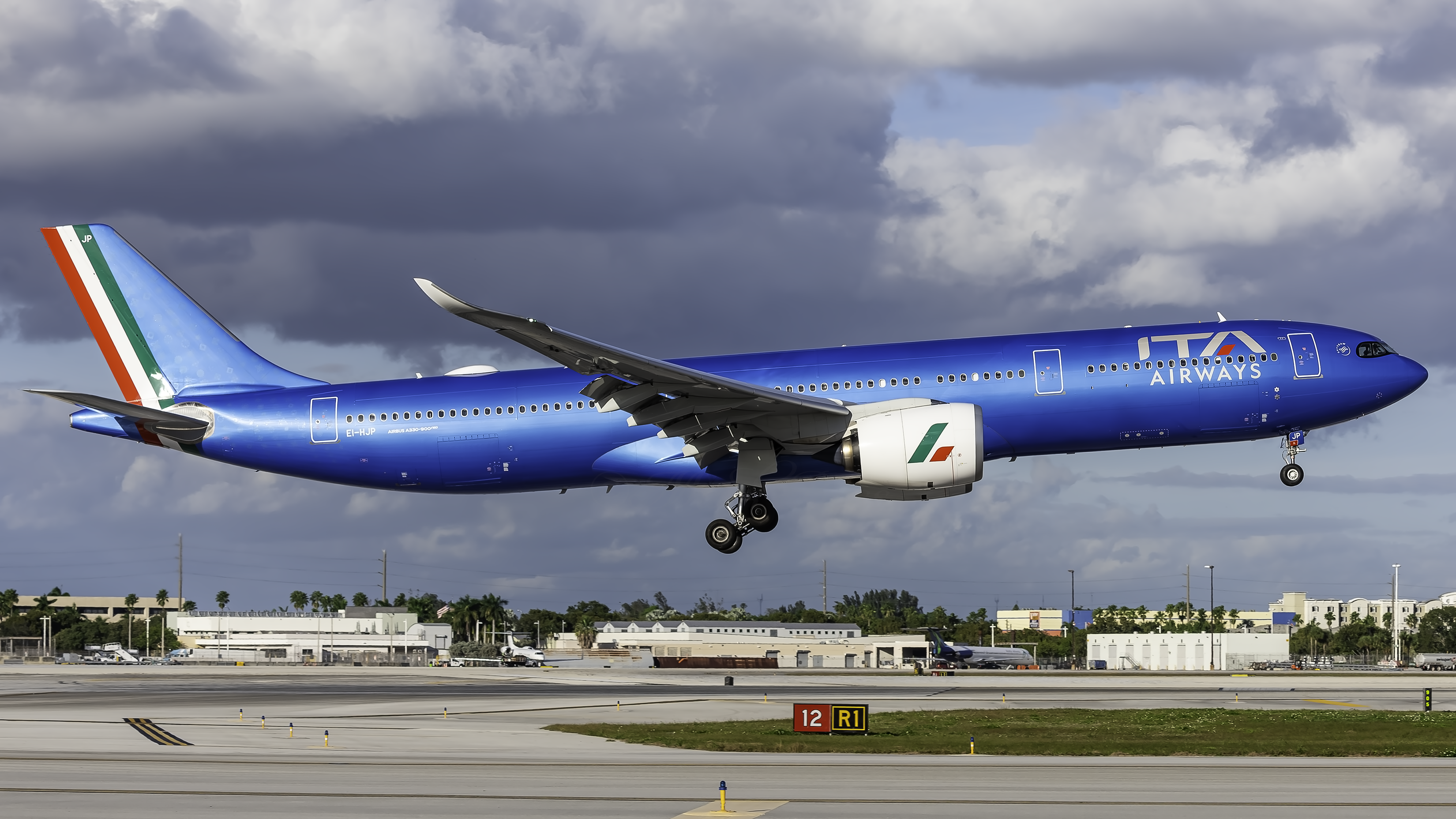
Airbus A330-900 авиакомпании ITA Airways

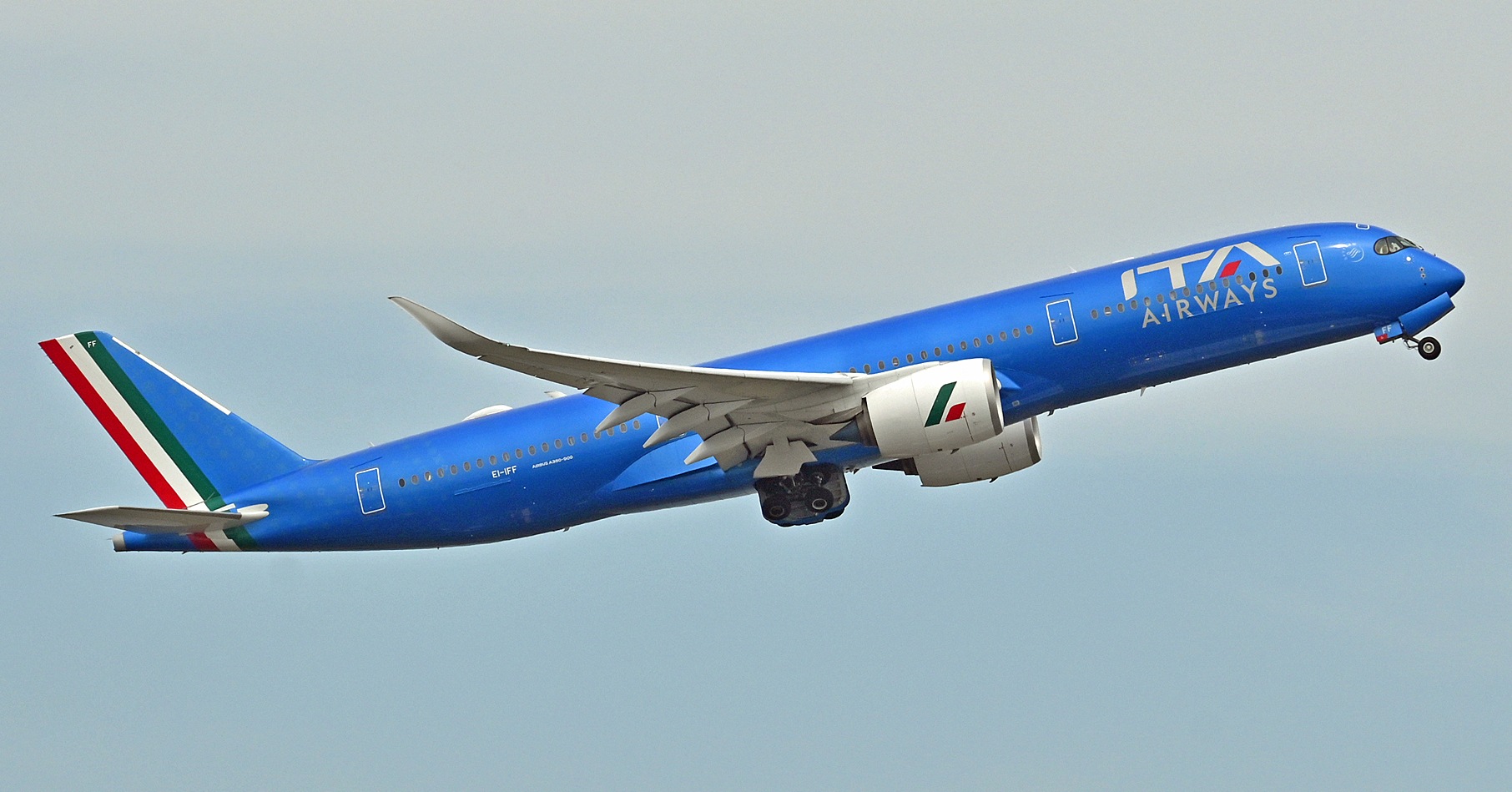
Airbus A350-900 авиакомпании ITA Airways

По состоянию на сентябрь 2022 года ITA Airways эксплуатирует следующие самолёты:

### Развитие флота
ITA Airways планирует к началу полетов эксплуатировать парк из 7 широкофюзеляжных и 45 узкофюзеляжных самолётов. Планируется, что к 2022 году флот будет увеличен до 78 самолётов. Как и планировалось, ITA Airways указывает, что будет эксплуатировать 10 региональных самолётов (возможно, Airbus A220) и 55 ближнемагистральных самолётов, возможно, это Airbus A320neo и Airbus A321neo, а также 13 самолётов. новые самолёты для дальних рейсов, такие как Airbus A330neo и Airbus A350. Если в период между 2024 и 2025 годами будет сохранена единообразие с использованием до 100 самолётов в парке, то появится возможность использовать совершенно новые Airbus A321XLR для более длинных маршрутов с одним проходом, причем маршрутами, возможно, будут Дакар, Аккра и Лагос в Африке, а также Джидда, Эр-Рияд и Кувейт на Ближнем Востоке. Расширение флота планируется начиная с 2022 года.
Объявлено 30 сентября 2021 года, что ITA Airways подписала соглашение с Airbus о заказе 10 Airbus A330neo, 11 Airbus A320neo и 7 Airbus A220. ITA Airways также объявила о соглашении с Air Lease Corporation и другими лизинговыми компаниями на приобретение 56 самолётов, включая Airbus A220, Airbus A320neo, Airbus A321neo, Airbus A330neo и Airbus A350.
15 октября 2021 года ITA Airways приняла у авиакомпании Alitalia 18 самолётов A319-100, 25 самолётов A320-200 и 6 самолётов A330-200. Это произошло после остановки компании Alitalia 14 октября 2021 года, до начала операций ITA Airways 15 октября 2021 года. Эти самолёты, пополнившие флот, были в дополнение к двум A320-200 и одному A330-200, уже подпадающим под действие ITA Airways. Это добавление этих 49 самолётов увеличило общий парк ITA Airways до 52 самолётов, что является запланированным числом для начала полетов.

## Направления полётов

### Италия
Альгеро, Бари, Болонья, Бриндизи, Катания, Флоренция, Генуя, Ламеция-Терме, Милан (Линате), Неаполь, Палермо, Реджо-ди-Калабрия, Рим (Фьюмичино), Триест, Турин, Венеция

### Европа, Северная Африка и Ближний Восток
Алжир, Амстердам, Афины, Барселона, Брюссель, Каир, Дюссельдорф, Франкфурт, Женева, Гамбург, Джидда, Лондон (Лондон-Сити, Гатвик), Мадрид, Мальта, Мюнхен, Ницца, Париж (Париж — Шарль-де-Голль, Париж-Орли), Эр-Рияд, София, Штутгарт, Тирана, Тель-Авив, Тунис, Цюрих

### Иные направления
Аккра, Бангкок, Бостон, Буэнос-Айрес, Чикаго, Дакар, Дубай, Лос Анджелес, Нью-Дели, Нью-Йорк, Мале, Майами, Сан Франциско, Сан-Паулу, Рио-де-Жанейро, Токио, Торонто, Вашингтон

### Код-шеринг
По код-шерингу осуществляются следующие полёты:
Европа:
- Хорватия (Сплит, Загреб), Латвия (Рига (также прямой рейс из Милана), Люксембург, Румыния (Бухарест, Бая-Маре, Клуж-Напока, Яссы, Орадя, Сату-Маре Сучава, Тимишоара)

Иные направления:
- Амман, Бейрут (прямые рейсы из Рима (Фьюмичино) и Милана (Мальпенса), ОАЭ (Абу-Даби, также прямой рейс из Милана), Ханой, Найроби, Хошимин, Сеул (Инчхон), Тайвань (Тайвань-Таоюань)